# Streblus
Streblus is een  geslacht uit de moerbeifamilie (Moraceae). De soorten komen voor in (sub)tropisch Zuidoost-Azië, Oost-Australië en op de Pacifische eilanden.

## Soorten
- Streblus ascendens Corner
- Streblus asper Lour.
- Streblus celebensis C.C.Berg
- Streblus dimepate (Bureau) C.C.Berg
- Streblus mitis Kurz
- Streblus monoicus Gagnep.
- Streblus pendulinus (Endl.) F.Muell.
- Streblus perakensis Corner
- Streblus sclerophyllus Corner
- Streblus solomonensis Corner
- Streblus taxoides (B.Heyne ex Roth) Kurz
- Streblus vidalii T.H.Nguyên

... · 
Antiaris · 
Artocarpus · 
Broussonetia · 
Castilla · 
Dorstenia · 
Ficus · 
Maclura · 
Morus (Moerbei) · 
Streblus · 
...